# Kis légykapó
A kis légykapó (Ficedula parva) a madarak osztályának verébalakúak (Passeriformes) rendjéhez és a  légykapófélék (Muscicapidae) családjához tartozó faj.

## Rendszerezése
A fajt Johann Matthäus Bechstein német természettudós írta le 1792-ben, a Muscicapa nembe Muscicapa parva néven.

## Előfordulása
Eurázsia középső részén honos, erdők lombkoronájának lakója. Hosszútávú vonuló, telelni délre vonul. Természetes élőhelyei a mérsékelt övi erdők, szubtrópusi vagy trópusi száraz erdők, síkvidéki esőerdők, valamint ültetvények és vidéki kertek.

### Kárpát-medencei előfordulása
Áprilistól szeptemberig tartózkodik Magyarországon, rendszeres fészkelő az öreg bükkösök patakvölgyeiben.

## Megjelenése
Testhossza 11–12 centiméter, szárnyfesztávolsága 18–21 centiméter, testtömege pedig 8–11 gramm. A hím torka vörös, mint a vörösbegynek.
|  |  |

## Életmódja
Főleg rovarokkal táplálkozik, de vonuláskor a bodza bogyóit is fogyasztja.

## Szaporodása

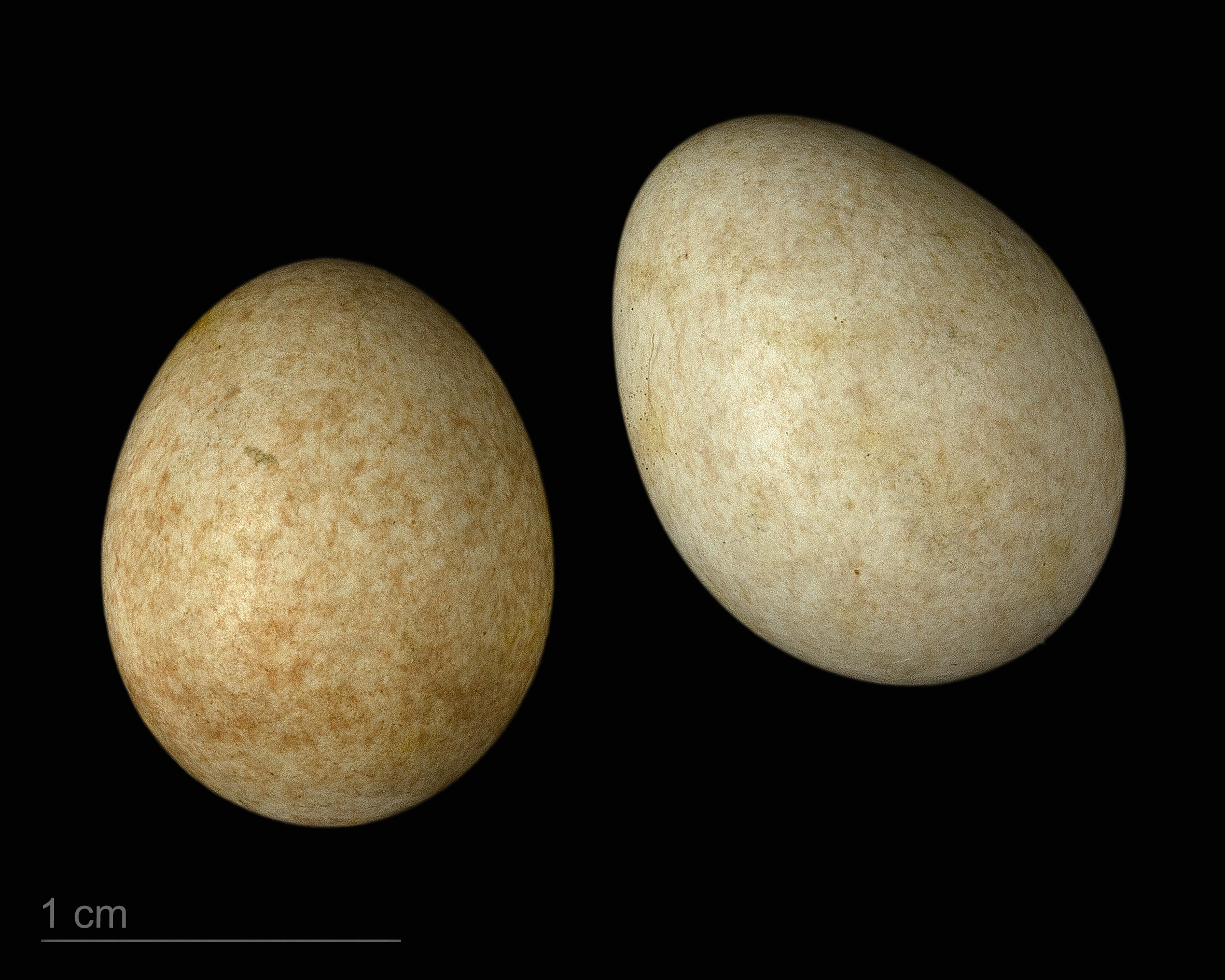
Ficedula parva

Korhadt fák odvaiba készíti fészkét, melyet mohával bélel ki. Fészekalja 5–6 tojásból áll, melyen 13–14 napig kotlik. A fiókákat még 13–14 napig táplálja, mire kirepülnek. A hím fiókák vörös mellénye csak 2 éves korára alakul ki, de egyévesen már költ.

## Természetvédelmi helyzete
Az elterjedési területe rendkívül nagy, egyedszáma nagy és növekszik. A Természetvédelmi Világszövetség Vörös listáján nem fenyegetett fajként szerepel.  Magyarországon fokozottan védett, természetvédelmi értéke 100 000 forint. Fészkelő-állománya 60-150 párra tehető (2008-2012)